# Blood River (mini-série)
Blood River est une série télévisée française en 4 épisodes de 35 minutes, réalisée par Pierre Aknine et diffusée le 29 août 2024 sur Arte. Elle retrace un épisode fondateur de la création de l’Afrique du Sud : la sanglante bataille de Blood River en 1838.

## Synopsis
En 1837 en Afrique du Sud, les Boers, descendants des huguenots Français fuient les Anglais avec leurs esclaves afin de trouver une nouvelle Terre Promise vers l'Est. En traversant le territoire Zoulou, ils sont attaqués et des enfants sont enlevés. Catherine part seule à la recherche de sa fille.

## Distribution
- Antoine Reinartz : Daniel Malan
- Anna Mouglalis : Catherine Dormarin
- Marc Zinga : Kosa
- Emma Brandau : Marthe Dormarin
- Igor van Dessel : Joseph Dormarin
- Matar Diouf : Dingane
- Thibault Sartori : Chad
- Jeanne Déplace : Luce
- Pap Aly Diop : Henri
- Mouhamet Ndiack Samb : Salomon
- Thomas Olland : Zacharie
- Ndeye Nogaye Diop : Marie
- Aminata Sarr : Mzali
- Alain Bernard Dieme : Sambane

## Fiche technique
- Réalisation : Pierre Aknine
- Scénario : Ada Nolta,  Anne Badel,  Négar Djavadi
- Production : Aura Productions,  ARTE France,  John Doe Productions,  Umedia, UGC Fiction
- Producteur/-trice : Sarah Aknine, Franck Calderon
- Image : Crystel Fournier
- Montage : Soline Guyonneau
- Musique : Clément Tery
- Costumes : Catherine Van Bree, Mame Fagueye, Hélène Honhon
- Décors de film : Catherine Cosme, Oumar Sall
- Chargé(e)  de programme : Isabelle Huige
- Pays : France

## Production
Le tournage se déroule en extérieurs dans la steppe sénégalaise,.